# 中山神社 (さいたま市)
中山神社（なかやまじんじゃ）は、埼玉県さいたま市見沼区中川にある神社。旧社格は村社。
別称として中氷川神社とも呼ばれる。氷川神社（大宮区）・氷川女体神社（緑区）とともに一体の氷川神社を形成していたという説がある。

## 祭神
- 大己貴命（おおなむちのみこと） - 大国主の別名。
- 須佐之男命（すさのおのみこと）
- 稲田姫命（いなだひめのみこと）

## 歴史
崇神天皇2年（紀元前96年）創建と伝えられ、氷川女体神社と同年代の創建となる。「中氷川」の由来は、氷川神社と氷川女体神社の中間に位置することから付けられたという。社伝では、鎮火祭（後述）の火により「中氷川」の氷が溶け、「中川」の地名になったとされる。
天正19年（1591年）徳川家康から社領15石の朱印を受けた。
明治40年（1907年）周辺の神社を神社合祀し、鎮座地の中川の「中」と、江戸期の新田開発以来、氏子付き合いを深めてきた上山口新田の「山」を合わせて、中氷川神社から中山神社へ改称した。

## 見沼周辺の氷川三社
| 神社名                  | 別名                  | 主祭神     | 続柄     |
| ----------------------- | --------------------- | ---------- | -------- |
| 氷川神社                | 男体社                | 須佐之男命 | 夫       |
| 氷川女体神社            | 女体社                | 奇稲田姫命 | 妻       |
| 中山神社 （中氷川神社） | 氷王子社 （簸王子社） | 大己貴命   | 子（孫） |

当社は氷川神社と氷川女体神社の直線上にあり、広大な見沼を挟んでちょうど中間に位置する。太陽は夏至に西北西の氷川神社に沈み、冬至には東南東の氷川女体神社から昇るという、稲作で重要な暦を正確に把握するための意図的な配置となっている。
また、三社の関係は右表のようになる。
これらから、三社で一体の氷川神社を形成し見沼を神池「御沼」として広大な神域を有していた、とする説がある。

## 境内・文化財

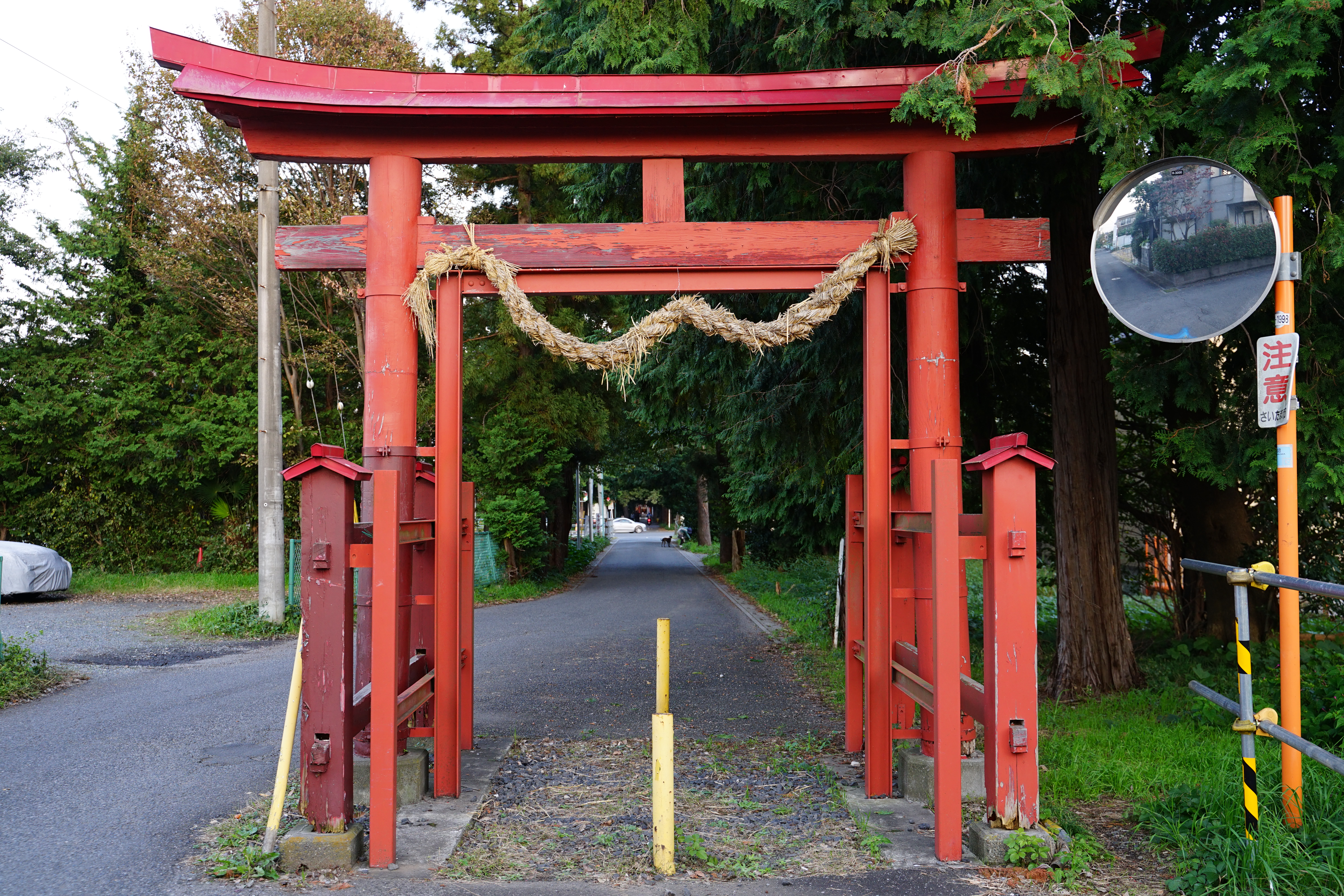
一の鳥居
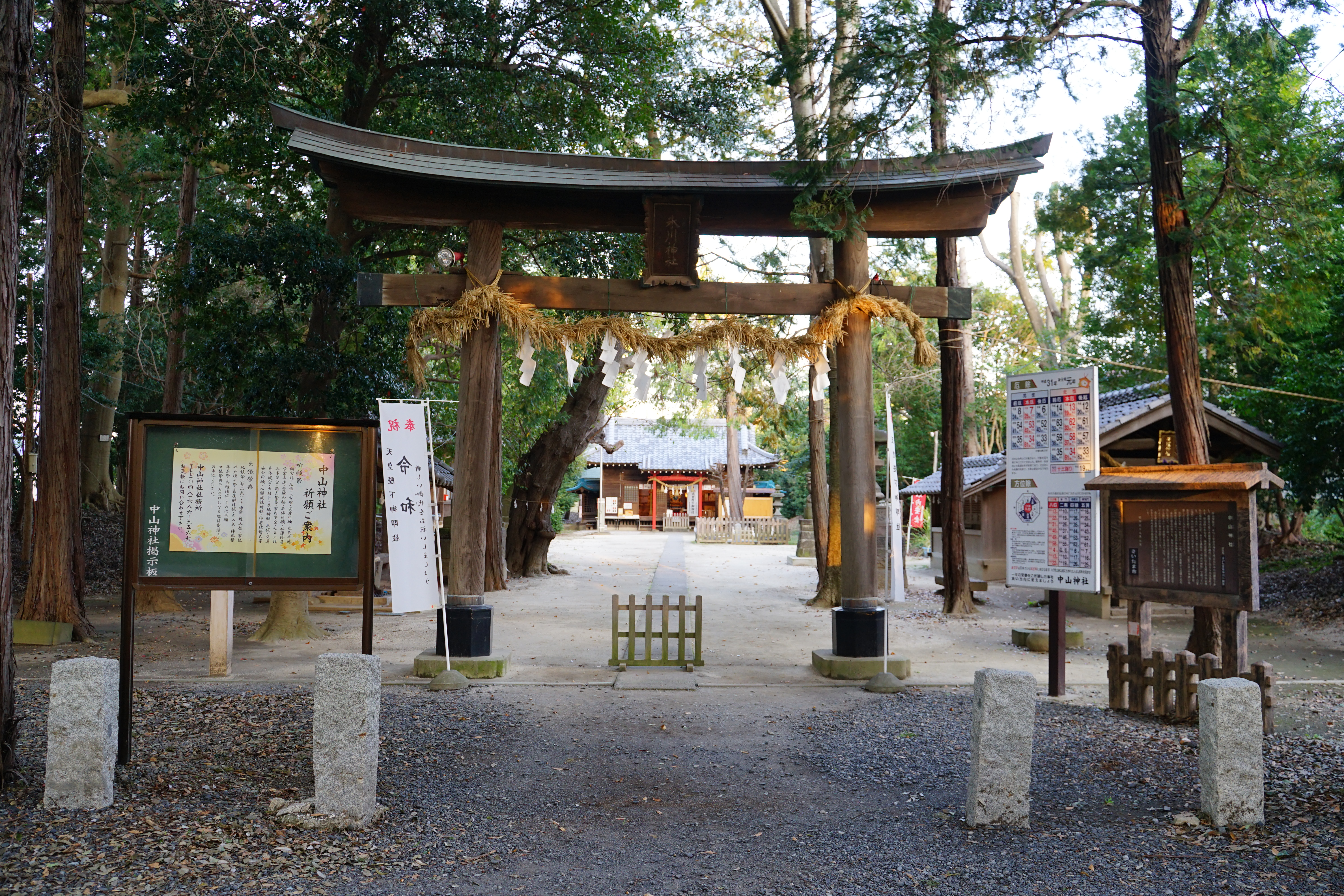
二の鳥居
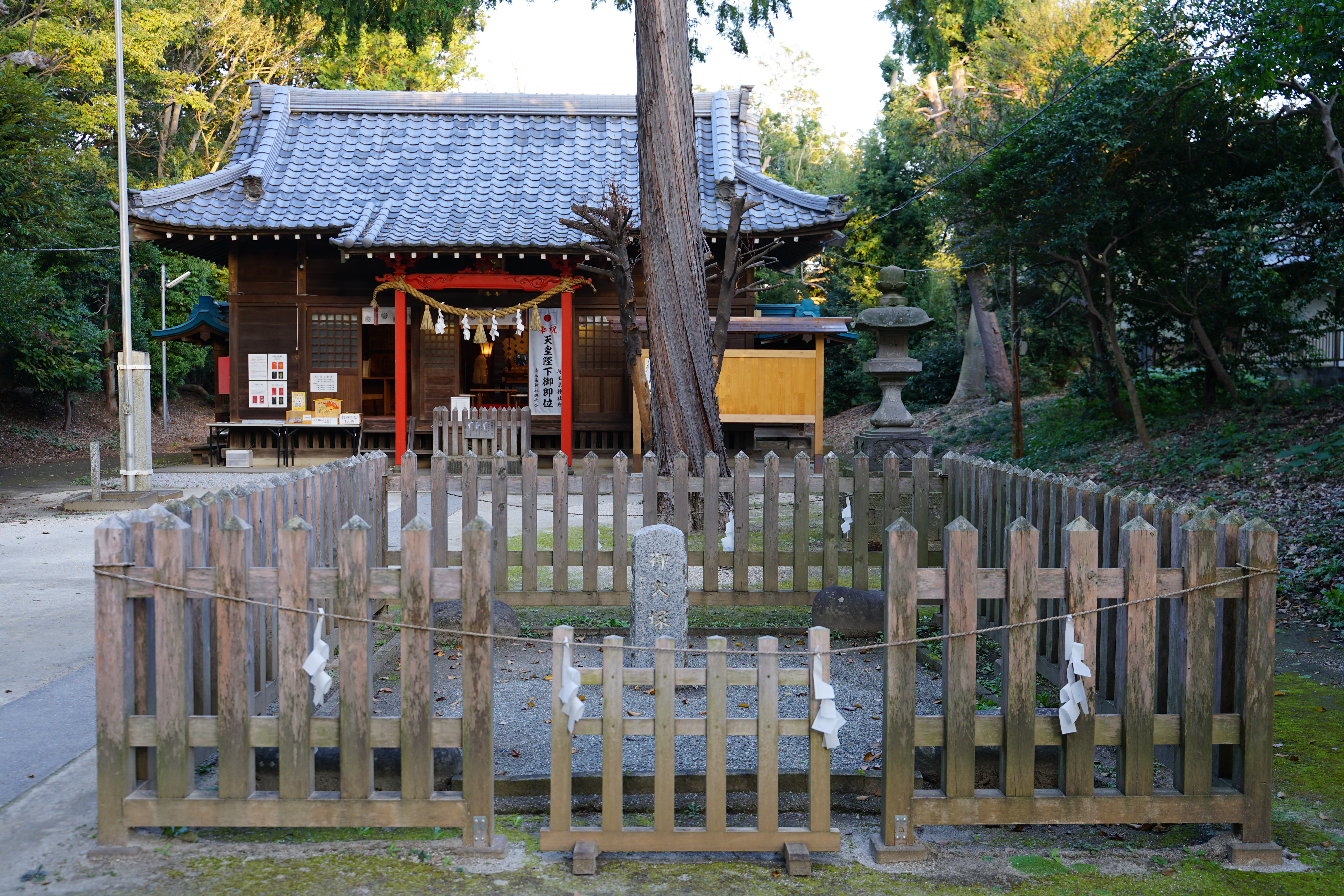
御火塚

県道１号線（第二産業道路）を挟んで中山神社とは反対の西側に建てられている。
- 二の鳥居

一の鳥居から県道１号線（第二産業道路）を挟んで東側、中山神社の入口に建てられている。
- 狛犬

1870年（明治3年）に建立された。
- 神楽殿
- 御火塚

12月8日に鎮火祭が行われる。
- 一の鳥居
- 二の鳥居
- 御火塚

### 埼玉県指定文化財
- 旧社殿（令和2年2月21日指定）

本殿裏に立つ。二間社流造杮葺、安土桃山時代。見世棚造から流造に発展していく過渡期の建造物と考えられている。

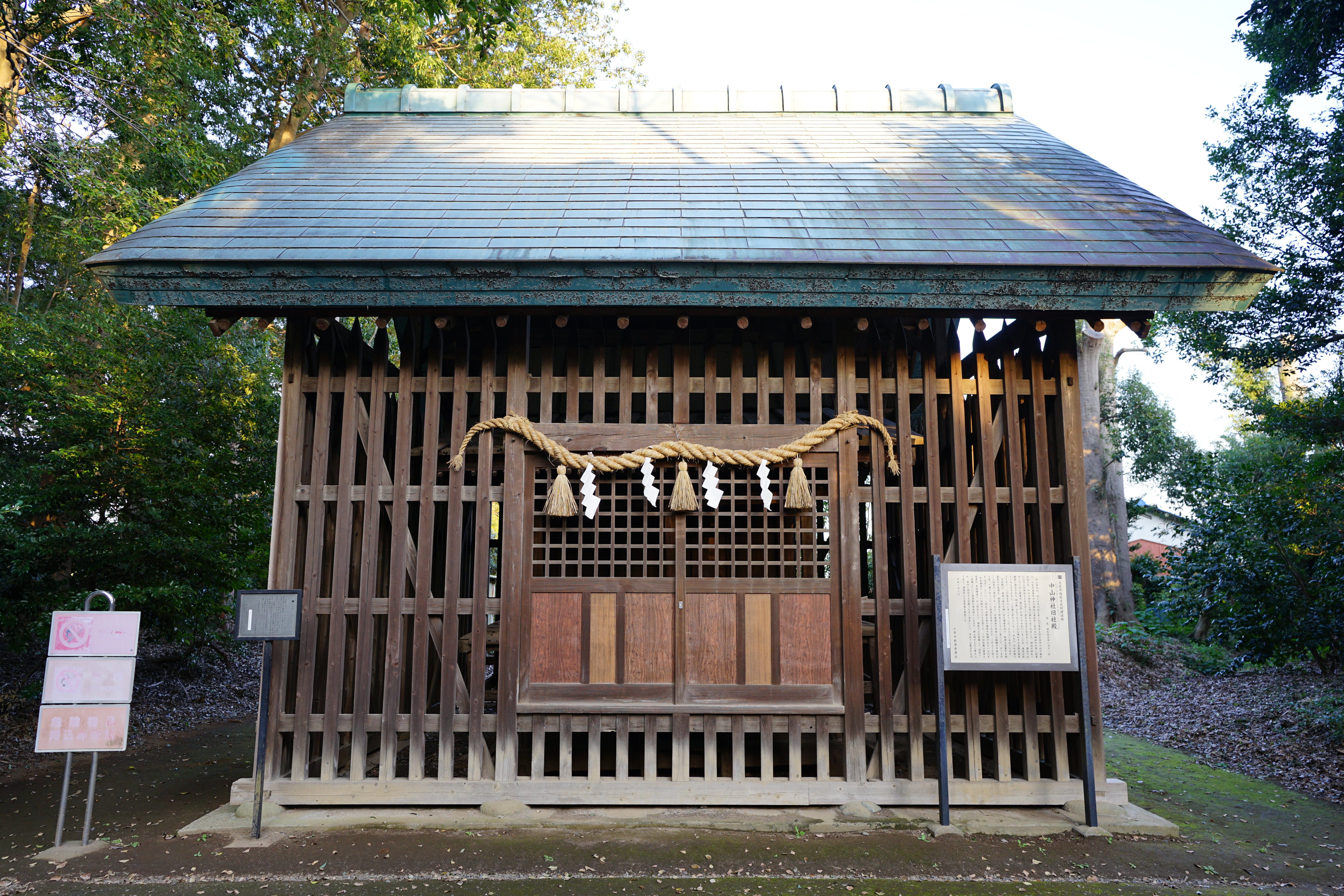
旧社殿

## 摂末社
境内社の内、荒脛神社で氷川神社と、稲田宮主社で氷川女体神社と繋がっていると伝わる。
- 八社合祀殿

神明社、飯成社、淡嶋社、疱瘡守護社、磐社、石上社、竈神社、稲田宮主社
- 荒脛神社（あらはばきじんじゃ）

東北地方の地方神

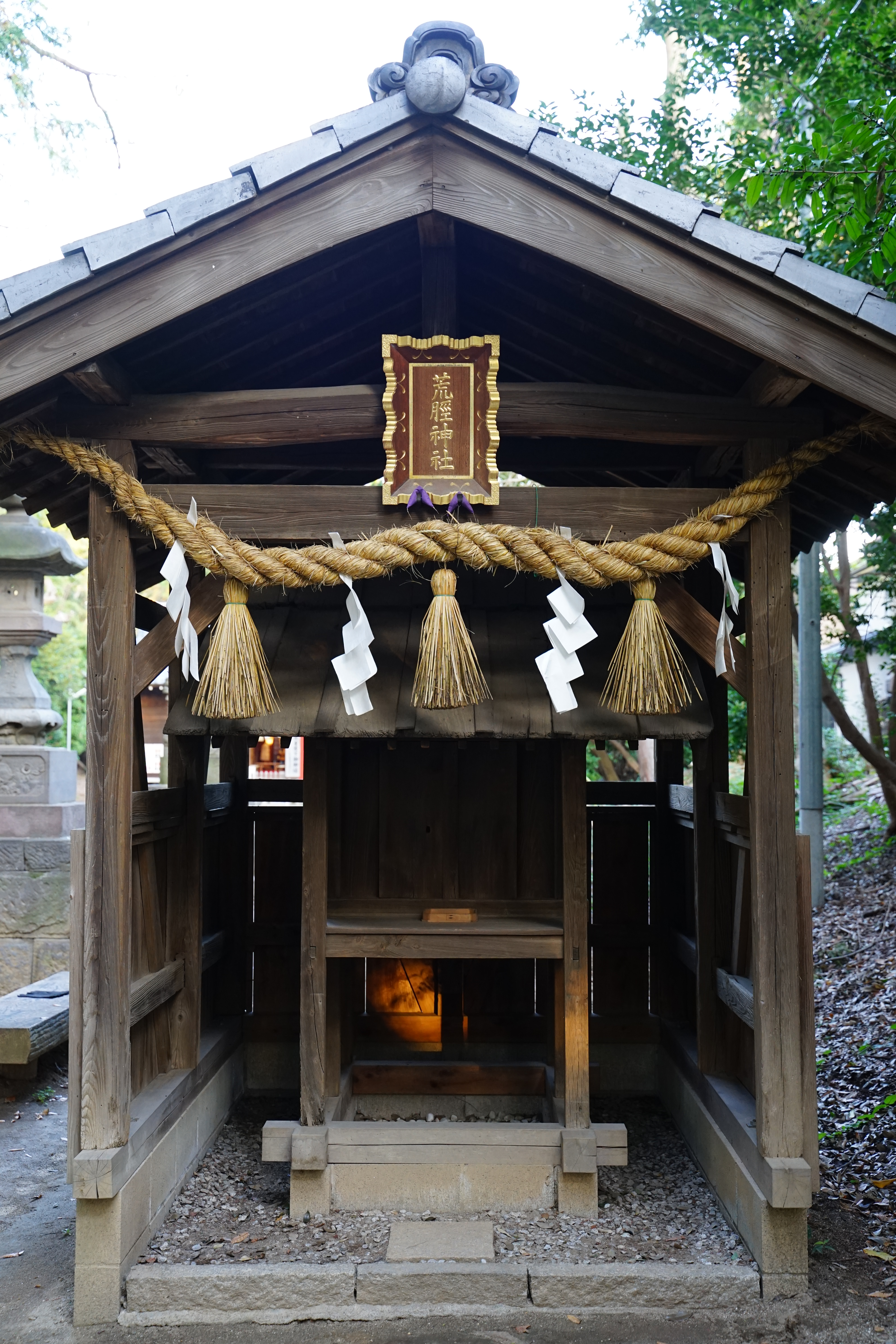
稲荷神社（二の鳥居裏側）
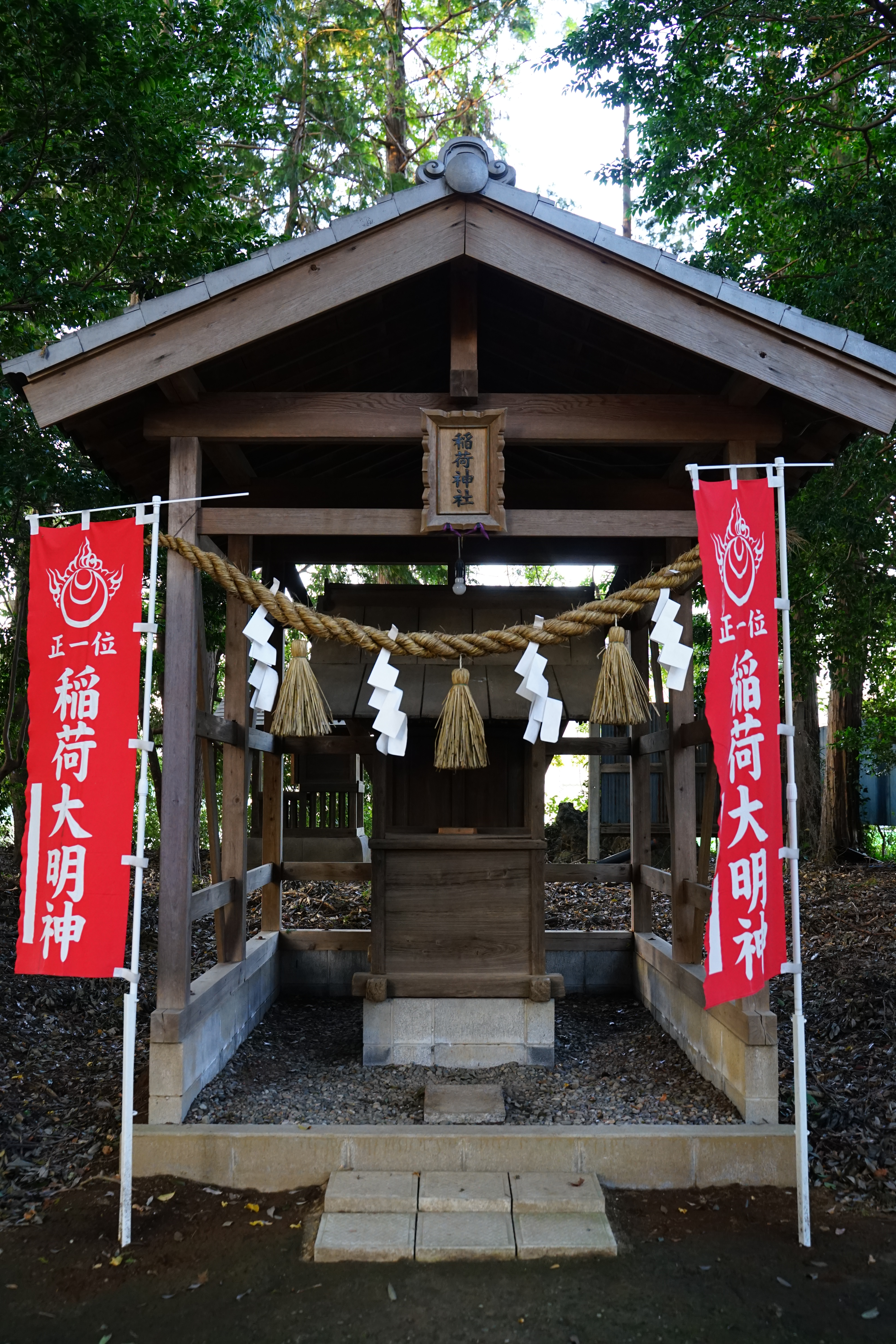
稲荷神社（二の鳥居左側）
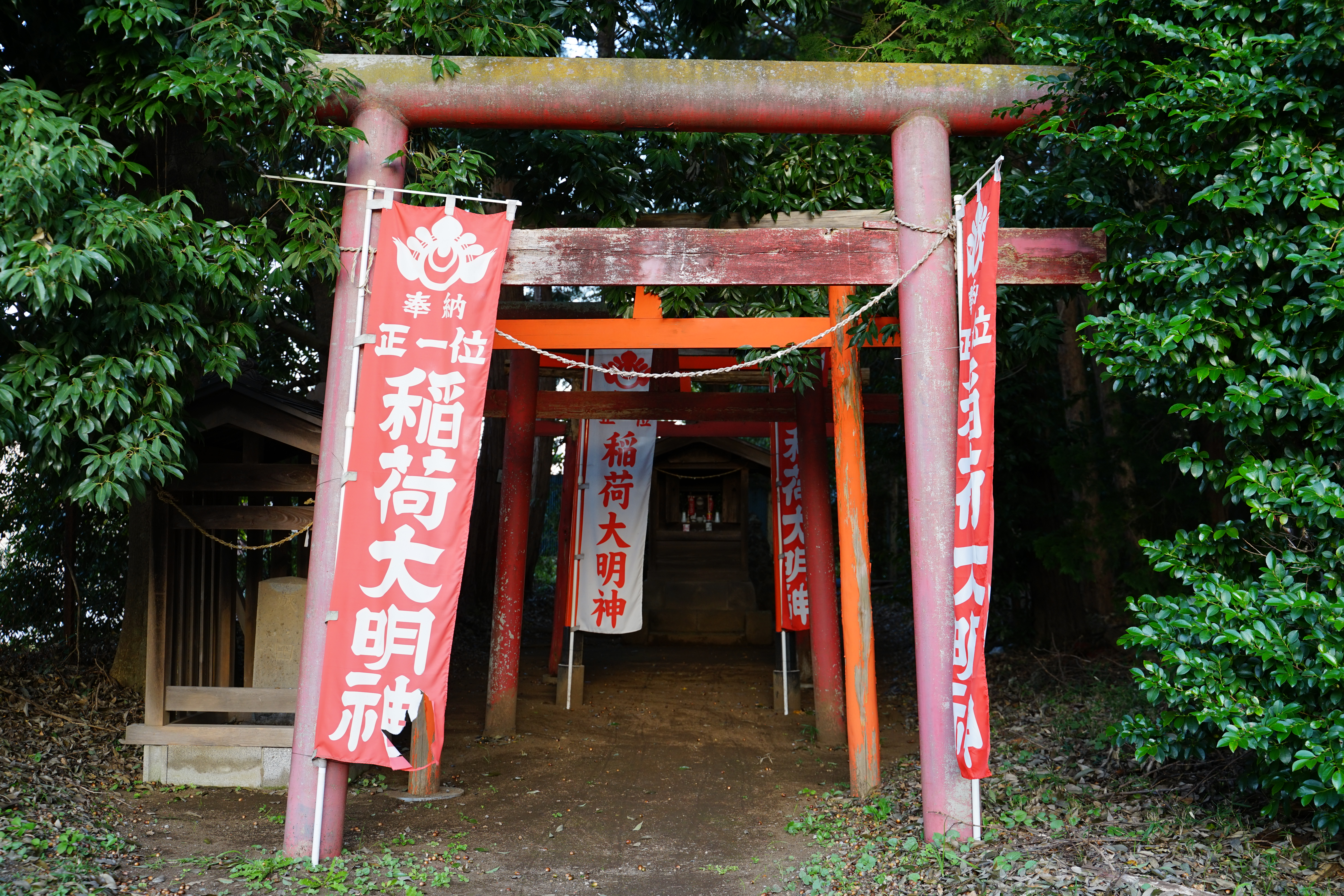
稲荷神社の鳥居（二の鳥居左側）
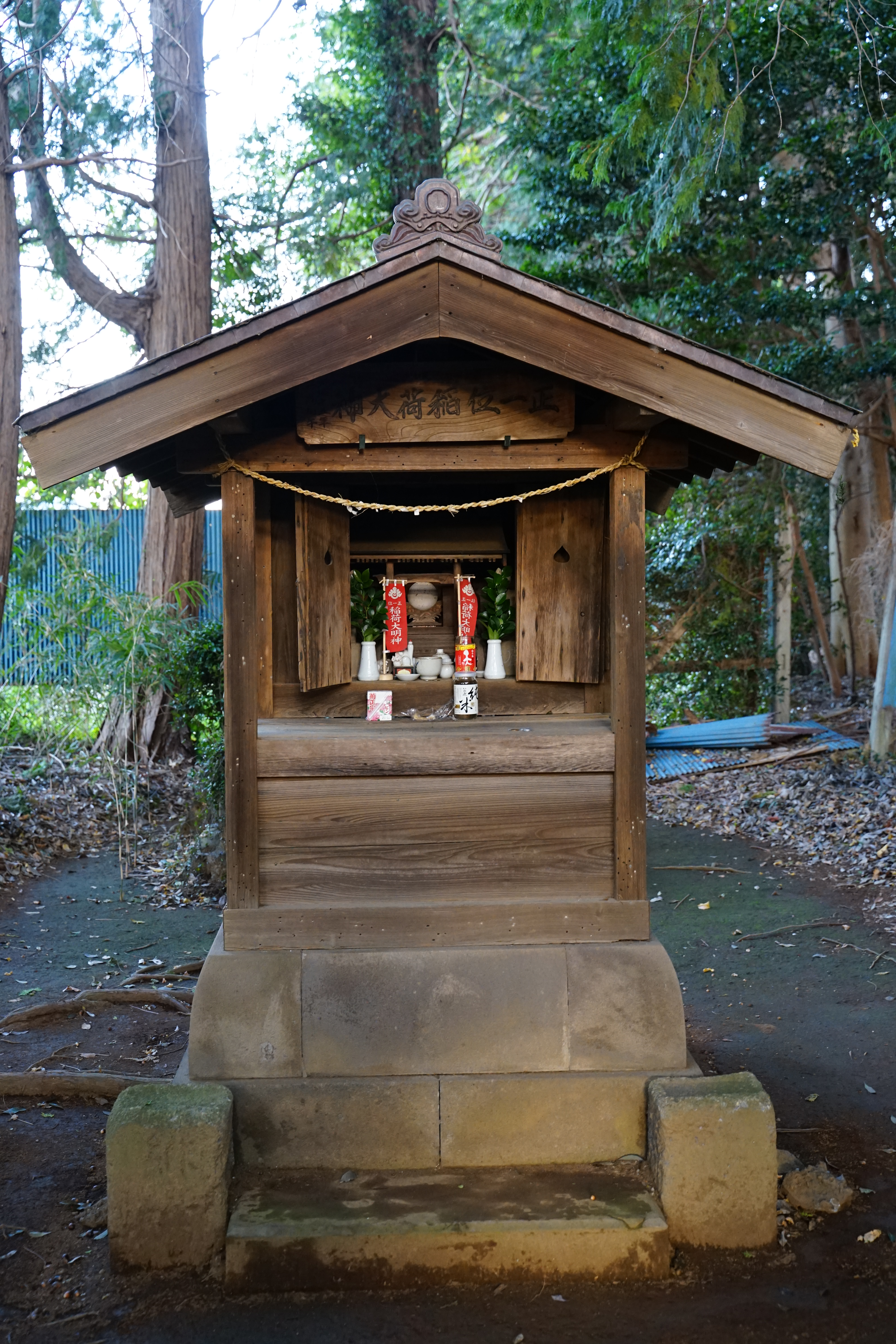
稲荷神社（二の鳥居左側）
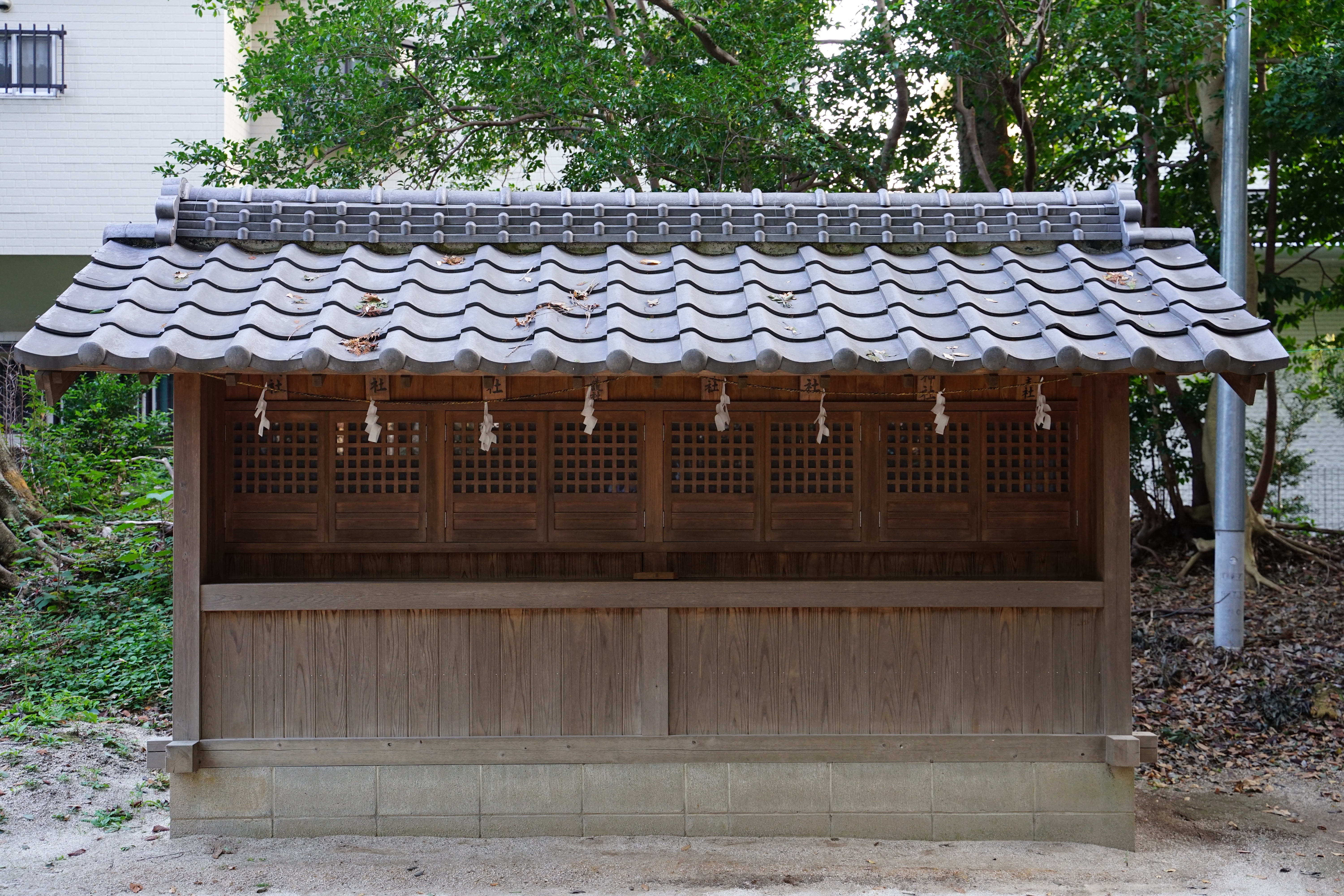
八社合祀殿

大正15年（1926年）2月に遷座した。
- 荒脛神社
- 稲荷神社（二の鳥居裏側）
- 稲荷神社の鳥居（二の鳥居左側）
- 稲荷神社（二の鳥居左側）
- 八社合祀殿

## 祭事

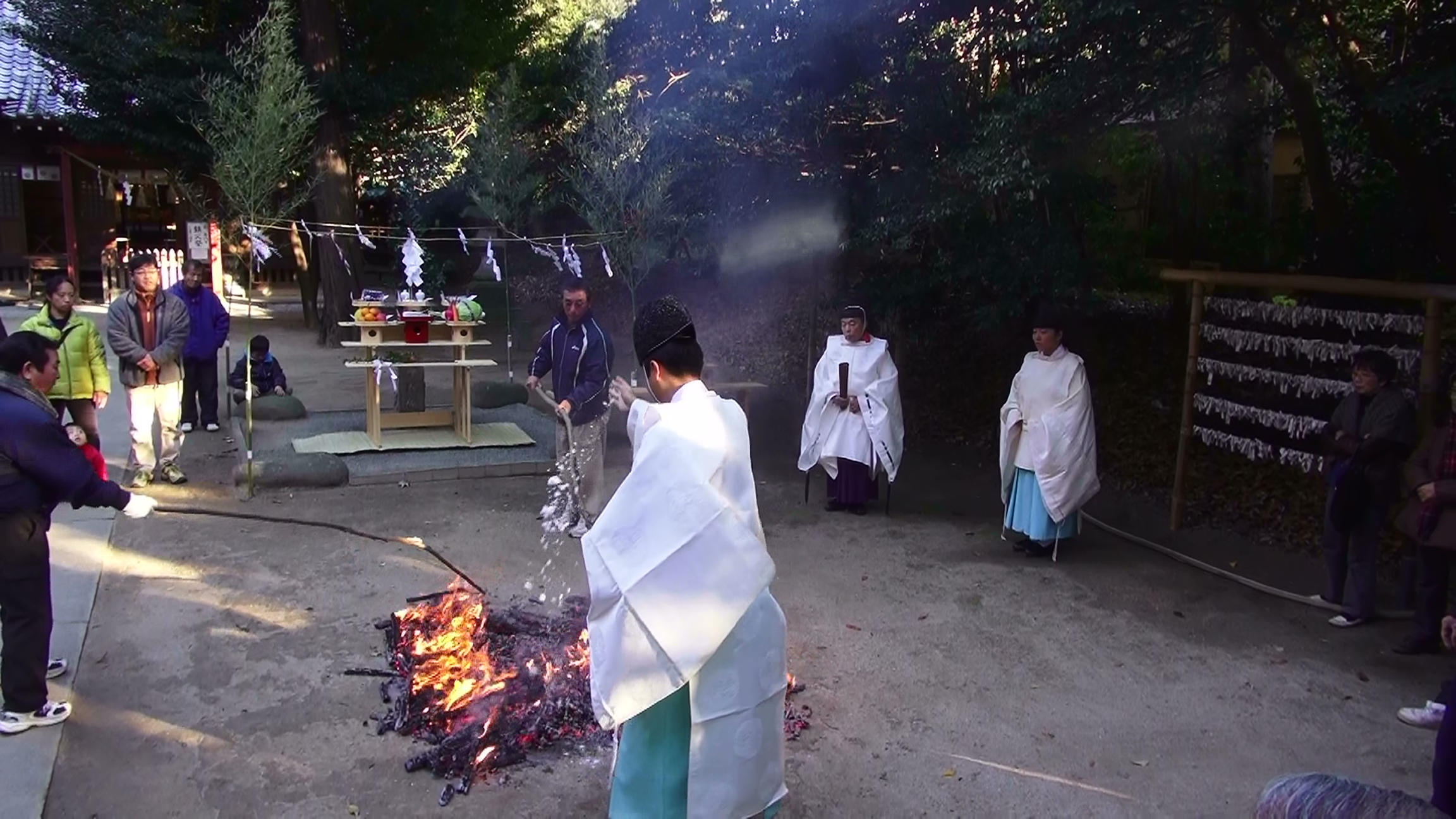
鎮火祭（2012年12月8日撮影）

- 歳旦祭（1月1日）
- 獅子祭（4月15日）
- 道饗祭（7月13日）
- 例祭（10月5日）
- 新嘗祭（11月23日）

- 鎮火祭 （12月8日）

炭火の上を素足で渡って無病息災と火除を祈願する。かつては、薪を平年は12段、閏年は13段積み上げて夜通し焚き、炭を神前に供えていたという。
古くから伝わる伝統の神事だが、鎮火祭を行ってきた講の跡継ぎがいなくなったことや、薪にするアカマツの入手が周辺で困難になったことなどから、1981年を最後に中断していた。2007年より再開。

## 現地情報
所在地
- 埼玉県さいたま市見沼区中川143

交通アクセス
- 大宮駅東口から
  - 国際興業バス（大12系統中川循環）「中山神社前」バス停下車
- 北浦和駅東口から
  - 東武バス（岩02系統）「富士見ヶ丘」バス停下車